# Debbie (film)
Pour l’article homonyme, voir Debbie.
Pour plus de détails, voir Fiche technique et Distribution.
Debbie est un film sud-africain de langue afrikaans, réalisé par Elmo de Witt et sorti le 24 mai 1965.  

## Genre
Le film est un mélodrame portant sur la confrontation entre les valeurs conservatrices et calvinistes du monde rural et celles des citadins à travers l'histoire d'une jeune femme afrikaner.

## Synopsis
Debbie, jeune fille afrikaner de fermier, étudiante à l'université de Johannesburg, se retrouve enceinte d'un étudiant en médecine alors qu'ils ne sont pas mariés. 
Les parents du jeune homme décident de venir en aide à Debbie et lui proposent de recourir le cas échéant à un avortement (ce qui est alors illégal). Néanmoins, Debbie refuse et finalement rompt avec son amant. Après s'être résolue à confronter ses parents et après avoir finalement accouchée, elle fait placer l'enfant pour adoption puis reprend sa vie. 
Trois ans plus tard, elle vit à Hillbrow où elle travaille pour un architecte, avec lequel elle a une relation amoureuse et lui demande de l'épouser.

## Fiche technique
- Producteur : Ivan Hall
- Distributeur : Jamie Uys Filmproduksies
- Film en couleur
- Film en langue anglaise  et en langue afrikaans
- Réalisateur : Elmo de Witt
- Scénario : Elmo de Witt d'après une nouvelle de Tryna du Toit
- Musique : Chris Lamprecht, Manley van Niekerk
- Assistant de production : Jans Rautenbach
- Durée : 86 minutes
- Origine :  Afrique du Sud
- Lieux du tournage : Johannesburg, Hillbrow, Le Cap, parc du lac de Sainte Lucie
- Sortie en Afrique du Sud: 24 mai 1965

## Distribution
- Suzanne van Oudtshoorn  : Debbie Malan
- Leon le Roux : Paul Hugo
- Gert van den Bergh : Dr. Chris Hugo
- Dawid van der Walt : Pieter le Grange
- Beryl Gresak : Tina Hugo
- Siegfried Mynhardt : M. Malan
- Hettie Uys : Mme Malan
- Emsie Botha : Trudi
- Sann de Lange : Hester Schoombie
- Cobus Rossouw : Bennie
- Wena Naudé : la femme à l'église
- Johan du Plooy : l'assistant du magistrat
- June Neethling : la mère adoptive
- Vonk de Ridder : Johan

## Accueil
Debbie faillit être censuré car le film heurtait les valeurs conservatrices et calvinistes de la société afrikaner. Sa diffusion fut dans un premier temps limitée dans les salles et restreinte aux majeurs.